# Balloelektrizität
Als Balloelektrizität oder als Lenard-Effekt, umgangssprachlich auch als Wasserfall-Elektrizität, bezeichnet man die scheinbare negative Aufladung der Luft beim Zerstäuben von Wassertropfen.
Wie bereits Alessandro Volta feststellte, sind die zerstäubten Wassertröpfchen eines Wasserfalls durch eine Ladungstrennung beim Zerstäuben der Wassertropfen negativ geladen.
Die Bezeichnung „Lenard-Effekt“ bezieht sich auf den späteren Physik-Nobelpreisträger des Jahres 1905, Philipp Lenard, welcher diesen Effekt um 1890 in einem Windkanal untersuchte und in seiner Habilitationsarbeit „Über die Elektricität der Wasserfälle“ (Universität Bonn, 1892) thematisierte. Die Bezeichnung „Balloelektrizität“ wurde im Jahr 1913 durch den dänischen Physiker Christian Christiansen geprägt; er wurde von der Balliste, einer griechischen bzw. römischen Steinwurfmaschine, abgeleitet.  Weitere Experimente, die eine kleine Aufladung von Wassertropfen beim Fall in Aufwinden zeigten, führte zum Beispiel Sydney Chapman aus.

## Erklärung des Effekts
Nach Lenard sind die Wassertropfen durch molekulare Wechselwirkung mit der umgebenden Luft polarisiert: Negative Ladungen sammeln sich an der Oberfläche, positive Ladungen im Innern. Beim Aufprall wird die Oberfläche abgerissen und zerstäubt als kleine Tröpfchen, die in die Luft abgegeben werden, während der positiv geladene Haupttropfen zerfließt.
In der Flüssigkeit gelöste Stoffe können diesen Effekt stark beeinflussen und sogar das Vorzeichen umkehren. Balloelektrizität tritt nicht nur bei Wassertropfen auf, sondern wird auch bei anderen Flüssigkeiten beobachtet.
Von G. C. Simpson wurde der Effekt 1927 zur Erklärung der Ladungserzeugung in Gewittern herangezogen. Bei Gewittern spielt jedoch die Eisbildung eine wesentliche Rolle (siehe Ursachen von Blitzen).